# Kvarteret Piplärkan
| Kvarteret Lärkan 1909 och 1930, Piplärkan inom röd ram. |  | Kvarteret Lärkan 1909 och 1930, Piplärkan inom röd ram. |
| Kvarteret Lärkan 1909 och 1930, Piplärkan inom röd ram. |  |                                                         |

Kvarteret Piplärkan är ett kvarter i Lärkstaden på Östermalm i Stockholms innerstad. Kvarteret omges av Baldersgatan i väster,  Valhallavägen i norr, Uggelviksgatan i öster och Östermalmsgatan i söder. Intill kvarteret ligger parken Balders hage. 

## Historik

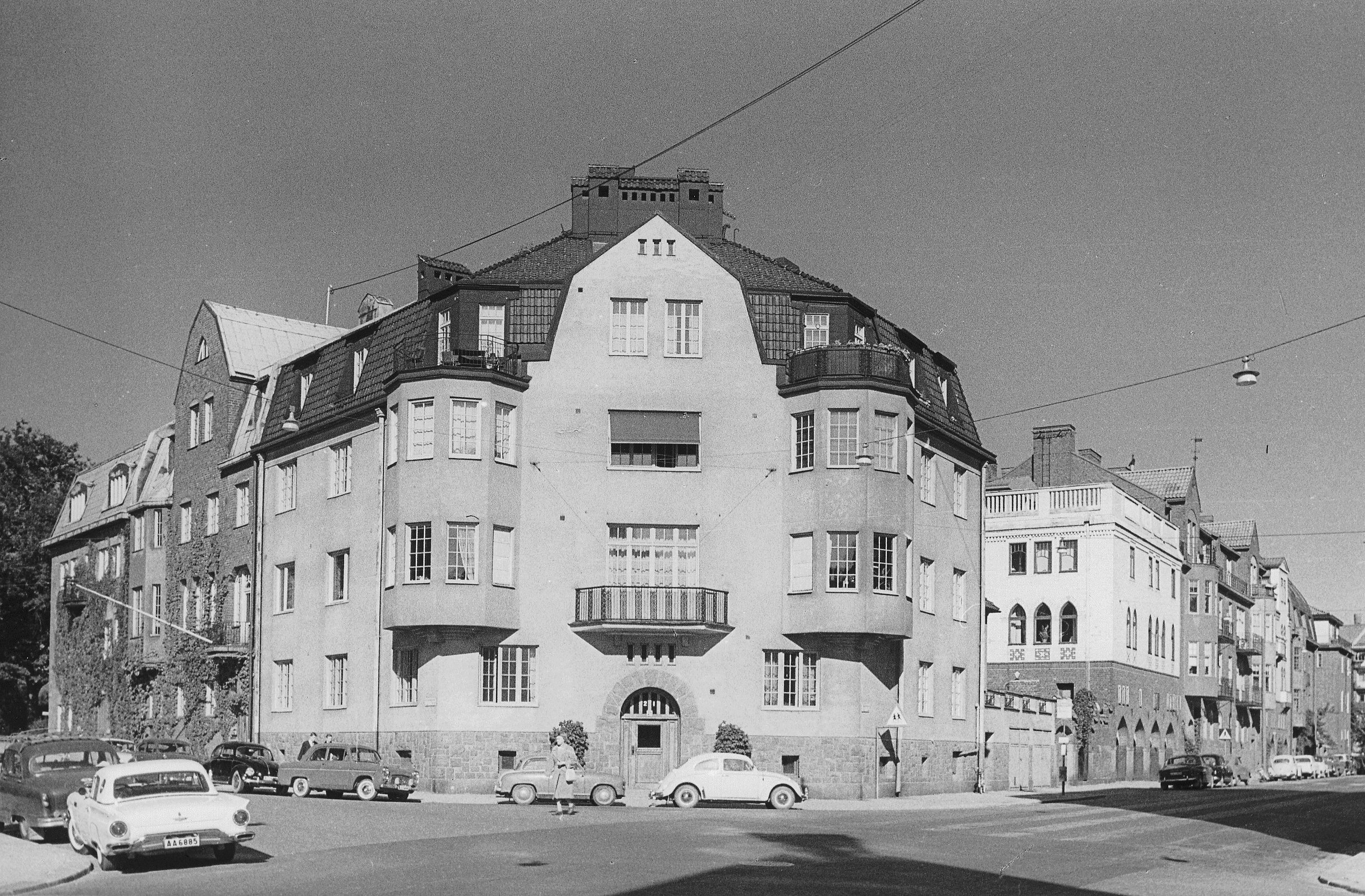
Kvarteret Piplärkan sedd från sydost 1963. Längst fram syns Piplärkan 14.

Kvarteret fastställdes i samband med stadsplaneringen för området på 1880-talet som i sin tur initierats av Lindhagenplanen. Till en början bildades ett enda stort långsmalt kvarter vid namn Lärkan med 51 fastigheter (Lärkan 2–52, nr 1 fanns inte), belägna mellan Odengatan och Uggleviksgatan. 
I en stadsplan från 1902, upprättad av arkitekt Per Olof Hallman, delades storkvarteret Lärkan i fyra mindre kvarter som fick namnen (från väst till öst): Tofslärkan, Trädlärkan, Sånglärkan och Piplärkan. Fastighetsstrukturen och -storleken bibehölls och finns fortfarande kvar idag. Kvartersnamnen är fågelrelaterade och anknyter till områdets andra fågelnamn som Domherren, Flugsnapparen, Lövsångaren, Näktergalen, Skatan, Sädesärlan, Trasten och Vakteln.

### Kulturhistorisk bedömning
Kvarteret Piplärkan ingår i det informella området Lärkstaden och består idag av 15 fastigheter varav Piplärkan 2 är blåklassad av Stadsmuseet i Stockholm vilket innebär "att bebyggelsen bedöms ha synnerligen höga kulturhistoriska värden". Resterande fastigheter är grönklassade och anses av Stadsmuseet vara "särskilt värdefulla från historisk, kulturhistorisk, miljömässig eller konstnärlig synpunkt".

## Boenden och verksamheter
Några av kvarterets fastigheter beboddes av en del kända personer, bland dem hovfotografen Lars Larsson (Piplärkan 3), juristen Per Cronvall och ingenjören John-Henry Sager (Piplärkan 13) och ingenjören Gunnar Cassel (Piplärkan 15). Inom kvarteret ligger Iraks ambassad (Piplärkan 3) och Libyens ambassad (Piplärkan 8). Tidigare (fram till år 2020) fanns Serbiens ambassad i Piplärkan 7.

### Förteckning över fastigheterna i kvarteret Piplärkan[2]
| Bild | Fastighet    | Adress                                 | Byggår    | Arkitekt                                             | Byggherre            | Byggmästare        |
| ---- | ------------ | -------------------------------------- | --------- | ---------------------------------------------------- | -------------------- | ------------------ |
|      | Piplärkan 1  | Baldersgatan 2, Östermalmsgatan 17     | 1910      | Fredrik Falkenberg                                   | Emil Boberg          | Ivar Nyqvist       |
|      | Piplärkan 2  | Baldersgatan 4                         | 1909–1910 | Erik Lallerstedt                                     | Walter Böker         | Frithiof Dahl      |
|      | Piplärkan 3  | Baldersgatan 6                         | 1909–1910 | Sigfrid Larsson                                      | Lars Larsson         | J. Persson         |
|      | Piplärkan 4  | Baldersgatan 8                         | 1909–1910 | Sigfrid Larsson                                      | Johan August Larsson | Sigfrid Larsson    |
|      | Piplärkan 5  | Baldersgatan 10                        | 1910–1912 | Hagström & Ekman                                     | Carl Wiktor Andrén   | Carl Wiktor Andrén |
|      | Piplärkan 6  | Baldersgatan 12 A, B                   | 1910–1912 | Hagström & Ekman                                     | E. Hansson           | Carl Wiktor Andrén |
|      | Piplärkan 7  | Baldersgatan 14, Valhallavägen 70      | 1910–1911 | Erik Josephson                                       | Erik Josephson       | Per Blom           |
|      | Piplärkan 8  | Valhallavägen 72, 74 Uggelviksgatan 15 | 1909–1910 | Torben Grut                                          | Runo Abrahamsson     | John Telander      |
|      | Piplärkan 9  | Uggelviksgatan 13                      | 1912–1913 | Fredrik Dahlberg                                     | Erik Ljungberg       | Kristofer Holmin   |
|      | Piplärkan 10 | Uggelviksgatan 11                      | 1912–1913 | Ivar Engström                                        | Nikolaus Bondén      | Nikolaus Bondén    |
|      | Piplärkan 11 | Uggelviksgatan 9                       | 1912–1913 | Kristofer Holmin (planer) Fredrik Dahlberg (fasader) | Kristofer Holmin     | Kristofer Holmin   |
|      | Piplärkan 12 | Uggelviksgatan 7                       | 1912–1913 | Kristofer Holmin (planer) Fredrik Dahlberg (fasader) | Josef Holmin         | Kristofer Holmin   |
|      | Piplärkan 13 | Uggelviksgatan 5                       | 1911–1912 | Ivar Engström                                        | Per Cronvall         | Per Cronvall       |
|      | Piplärkan 14 | Uggelviksgatan 3, Östermalmsgatan 21   | 1909–1912 | Knut Nordenskjöld                                    | Carl Erik Holmin     | Kristofer Holmin   |
|      | Piplärkan 15 | Östermalmsgatan 19                     | 1910–1912 | Oskar Waller                                         | Gunnar Cassel        | Lars Östlihn       |